# Sophie Bevan

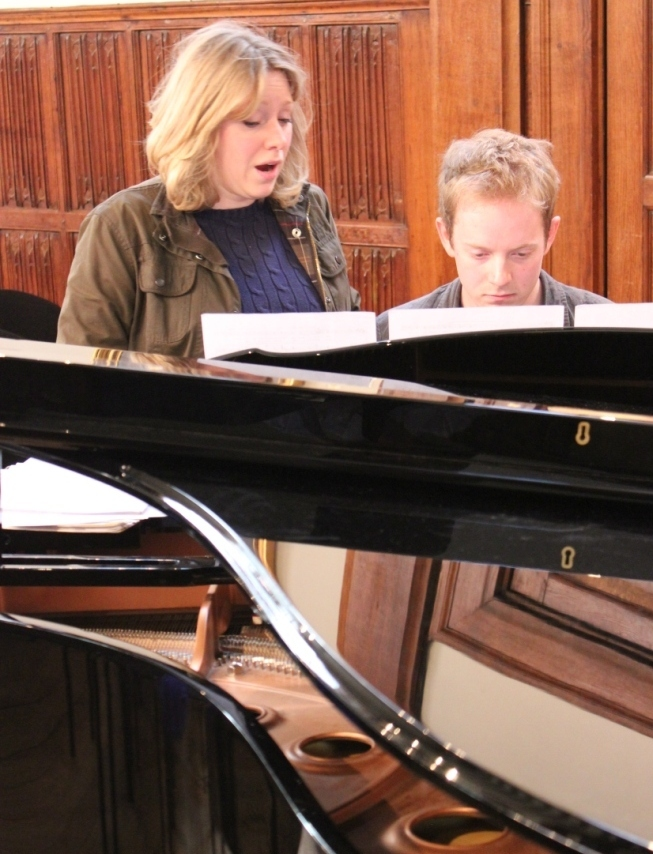
Probe mit dem Pianisten Sebastian Wybrew im Gresham College

Sophie Anna Magdalena Bevan (geboren 1983 in Somerset) ist eine britische Opernsängerin der Stimmlage Sopran.

## Leben und Werk
Sophie Bevan ist das älteste von acht Geschwistern und entstammt einer musikalischen Familie. Ihr Großvater, Musiklehrer an einer Schule in Somerset, hatte vierzehn Kinder und gründete den Bevan Family Choir, der Platten aufnahm und auf Tournee ging. Sie selbst begann mit 13 Jahren im Berkshire Jugendchor solistisch aufzutreten und studierte bei Lillian Watson an der Benjamin Britten International Opera School des Royal College of Music. Im Rahmen ihres Studiums wurde sie mit der Queen Mother Rose Bowl ausgezeichnet.
Die Laufbahn der Sängerin startete früh und gleich mit Hauptrollen. An der English National Opera sang sie ihre erste Sophie, eine Reihe von Barockopern, Despina, Yum-Yum und Léïla. An der Welsh National Opera in Cardiff übernahm sie die Titelrolle in Janáčeks The Cunning Little Vixen, auf Deutsch bekannt als Das schlaue Füchslein. 
Im September 2012 debütierte Bevan als Waldvogel in Richard Wagners Siegfried am Royal Opera House Covent Garden in London und sang seither an diesem Haus die Mozart-Rollen Pamina, Ilia und Susanna, sowie die Antigone in George Enescus selten gespielter Oper Oedipe. Am Teatro Real in Madrid gastierte sie als Pamina, an der Oper Frankfurt als Ninetta in Rossinis La gazza ladra.
Sophie Bevan ist bislang von drei bedeutenden europäischen Festivals verpflichtet worden:
- Beim Garsington Festival sang sie 2010 die Susanna (mit ihrer Schwester Mary als Barbarina), 2011 die Pamina und 2012 die Donna Elvira.
- Das Glyndebourne Festival verpflichtete sie 2015 als Michal für eine szenische Version von Händels Oratorium Saul.
- Bei den Salzburger Festspielen übernahm sie 2016 die Beatriz in der Uraufführung von Thomas Adès’ The Exterminating Angel.

In der Spielzeit 2016/17 kehrt sie als Sophie im Rosenkavalier und als Beatriz in Adès’ The Exterminating Angel (in der Uraufführungs-Inszenierung der Salzburger Festspiele 2016) nach Covent Garden zurück.
Ihr Konzertrepertoire reicht von Georg Friedrich Händel bis James MacMillan und umfasst sowohl Lieder als auch Orchesterwerke mit Volkalsoli. Sie hat mit einer Reihe namhafter Dirigenten zusammengearbeitet – darunter Edward Gardner, Daniel Harding, Philippe Herreweghe, Harry Bicket, Sir Charles Mackerras und Sir Neville Marriner. Am 9. August 2012 debütierte sie bei den BBC Proms, gemeinsam mit dem Tenor Toby Spence und dem Dirigenten Mark Elder. Das Konzert war einer Auswahl populärer Melodien von Ivor Novello gewidmet und wurde später von der BBC ausgestrahlt. Sie gastierte – in konzertanten Opern-Aufführungen und Oratorien – bei den Händel-Festspielen in Halle an der Saale, beim Festival International d’Opera Baroque von Beaune und beim Edinburgh International Festival, beim Lucerne Festival, außerdem in Birmingham, in Tanglewood, bei der Handel und Haydn Society in Boston und im Barbican Centre von London.
Im Bereich Lied singt sie ausgewählte Werke von Barock und Klassik über Debussy und Reger bis zur Gegenwart und arbeitet zumeist mit den Pianisten Sebastian Wybrew zusammen, fallweise auch mit Malcolm Martineau, mit dem sie einen Liederabend im Concertgebouw in Amsterdam bestritt und eine Max-Reger-CD einspielte. Ihr Debütprogramm in der Londoner Wigmore Hall im Januar 2011 umfasste Lieder von Schubert, Strauss, Mendelssohn Bartholdy, Debussy und Poulenc. Ein weiteres Konzert in der Wigmore Hall im Jahr 2014 war themenzentriert Liedern des Ersten Weltkriegs gewidmet.

## Opernrollen
- Bizet: Les pêcheurs de perles (Leïla)
- Gilbert und Sullivan: The Mikado (Yum-Yum)
- Janáček: The Cunning Little Vixen (Titelpartie)
- Monteverdi: L’incoronazione di Poppea (Poppea, Amor)
- Mozart
  - Così fan tutte (Despina)
  - Don Giovanni (Donna Elvira, Zerlina)
  - Idomeneo (Ilia)
  - Le nozze di Figaro (Susanna, Barbarina)
  - Die Schuldigkeit des ersten Gebots (Worldly Spirit)
  - Die Zauberflöte (Pamina)
- Strauss: Der Rosenkavalier (Sophie)

Ferner übernahm die Sängerin Rollen in selten gespielten Barockwerken – beispielsweise den Publio in Glucks La clemenza di Tito, die Polissena in Händels Radamisto und die Constanza in dessen Riccardo Primo, die Télaïre in Rameaus Castor et Pollux und die Alinda in Vivaldis L’incoronazione di Dario.

## Diskographie
- Paul Carr: Requiem For An Angel, mit Mark Stone (Bariton), dem Chorus Angelorum und der Bath Philharmonia, Dirigent: Gavin Carr (Stone Records 2010)
- Gaetano Donizetti: Caterina Cornaro, mit Carmen Giannattasio, Colin Lee, Troy Cook, Graeme Broadbent, Vuyani Mlinde, Loïc Félix und Sophie Bevan; BBC Symphony Orchestra, Dirigent: David Parry (Opera Rara 2013)
- Max Reger: Songs, mit Malcolm Martineau, Klavier (Hyperion Records,  CDA68057, 2016)

## Auszeichnungen
- 2011: Critics' Circle Music Award als Exceptional Young Talent[3]
- 2012: South Bank Sky Arts Awards, The Times Breakthrough Award
- 2013: International Opera Award als Beste Nachwuchssängerin